# 26498 Dinotina
26498 Dinotina este un asteroid din centura principală de asteroizi.

## Descriere
26498 Dinotina este un asteroid din centura principală de asteroizi. A fost descoperit pe 4 februarie 2000 la San Marcello Pistoiese de Andrea Boattini și Luciano Tesi. Asteroidul prezintă o orbită caracterizată de o semiaxă mare de 3,21 ua, o excentricitate de 0,12 și o înclinație de 6,9° în raport cu ecliptica.